# Клодия (Вампирские хроники)
Кло́дия (англ. Claudia) — персонаж серии романов Энн Райс «Вампирские хроники». Клодия стала вампиром, будучи ребёнком, поэтому её тело оставалось телом девочки, хотя разум взрослел.
По словам Энн Райс, персонаж Клодии был вдохновлён её дочерью, умершей в шестилетнем возрасте.

## Вымышленная биография
Клодия родилась 26 декабря 1789 года.
Она была пятилетней сиротой, когда Луи де Пон дю Лак нашёл её в Новом Орлеане в 1795 году. Повинуясь импульсу, Луи выпил кровь девочки. Он выпил слишком много крови, но сердце девочки было очень сильным, хотя она и оказалась на грани смерти. Луи не знал, стоит ли сделать её вампиром или же дать ей умереть.
Их обнаружил Лестат де Лионкур и позже дал Клодии свою кровь, сделав её вампиром. С помощью Клодии Лестат хотел навеки привязать Луи к себе.
Клодия, в отличие от Луи, быстро приняла свою новую роль и без жалости и колебаний убивала своих жертв, получая от этого удовольствие, она быстро подружилась с Лестатом, однако было одно «но»: Клодия должна была навеки оставаться в теле девочки.
Шли десятилетия, Клодия приобрела мудрость и благородное поведение, став превосходным пианистом и художником. Она становилась всё более независимой и больше страдала, что не может иметь женское тело. Постепенно Клодия возненавидела Лестата за то, что он с ней сделал. Весной 1860 года, по прошествии 65 лет после её обращения, она попыталась убить его, но Лестат вернулся через три ночи. Тогда Луи попытался сжечь Лестата в их квартире, а сам сбежал с Клодией в Европу.
В Париже Луи и Клодия повстречали Армана и познакомились с другими вампирами. Луи, ослеплённый своей любовью к Арману, не смог увидеть приближающийся конец Клодии. Хотя она давала ему много предупреждений что им нужно уйти, ибо её смерть близится, Луи не обращал на это внимания. Вскоре после этого Клодию похитили другие вампиры и выставили её на солнце вместе с её «матерью-вампиршей» Мадлен, женщиной, которую Луи сделал вампиром по настоянию Клодии.
В романе «Вампир Арман» Арман рассказывает свою версию событий: Клодия попросила, чтобы он сделал её женщиной любым возможным способом. Она согласилась, чтобы ей отрубили голову и пересадили её на тело взрослой женщины-вампира. Но Арману не удалось завершить операцию, и тела женщин выставили на солнце, чтобы Луи не узнал правду.
Дух Клодии появляется в книге «Царица проклятых», где член ордена Таламаска Джесси Ривс обнаруживает дневник Клодии в доме Лестата. После того как Джесси прочитала дневник, её будит среди ночи привидение девочки и Джесси проводит следующие несколько недель, оправляясь от шока. Дух Клодии также появляется в книге «История похитителя тел», где она преследует Лестата за то, что он с ней сделал. В книге «Меррик» призрак Клодии пытался убить Луи, но ей это не удаётся.

## Влияние
- В кинофильме «Интервью с вампиром: Хроника жизни вампира» Клодию сыграла Кирстен Данст, которой тогда было двенадцать лет[источник не указан 1513 дней].
- В мюзикле «Лестат», Клодию играла актриса Бродвея Эллисон Фишер[2]. У неё было два соло: «I Want More» и «I’ll Never Have That Chance».
- Луи, Лестат и Клодия появляются камео в основанном на рассказе Райс комиксе «The Master of Rampling Gate»[3].
- В Strawberries[англ.], альбоме группы «The Damned», есть песня «The Dog», написанная о Клодии[4].